# رود سولیتسا
رود سولیتسا (انگلیسی: Sulitsa) یک رودخانه در تاتارستان کشور روسیه است.